# Luis Mari Mujika
Luis Mari Mujika Urdangarin (Lizartza, 10 d'octubre de 1939 - Donostia, 3 d'abril de 2017) fou un escriptor basc en èuscar.
La seva obra més rellevant es considera que és Urdin eta burdin (Blau i ferro).

## Obra

### Narrativa
- Abuztuaren hamabosteko trena (1996, Erein)
- Ipuin ubelak (1996, Haranburu)

### Novel·la
- Loitzu herrian uda partean (1993, Erein)
- Udarbe eta Urtuella lekuko (1995, Haranburu)
- Hiru egun Larburun (1996, Euskaltzaindia BBK)
- Ladix Petrirenekoa (1997, Erein)
- Bidean ihes... (1997, Kutxa Fundazioa): Berrargitalpena R&B 1998
- Memoria galduak (2000, Hiria)

### Assaig
- Aintzinako sozio-ekonomia (1974, Gero)
- Laitna eta erromanikoaren eragina euskaran (1982, Sendoa)
- Lizardiren lirika-bideak (1983, Haranburu): Bi tomo dira
- Miranderen poesiagintza (1984, Haranburu): Bi tomo dira
- Euskal lirika tradizionala (1985, Haranburu): Lau tomo dira
- Poeta baten narrazio nagiak (1987, GAK)
- Bideko prosak: Nafarroa (1999, Hiria)
- Iparraldeko toponimoa (2005, Hiria)

### Poesia
- Bide-giroak (1963, Sendoa)
- Urdin eta burni (1965, Auñamendi)
- Hitzak ebakitzean (1975, Kriselu)
- Zortziko hautsiak (1978, Ediciones Vascas)
- Herria eta bidea (1978, Ediciones Vascas)
- Arnas gaiztoa erromantzeen airera (1979, Ediciones Vascas)
- Aire neurtuak (1984, Haranburu)
- Barne ibilierak (2001, Hiria)
- Mirakontxako solasak (2002, Hiria)

### Llibres de viatges
- Bideko prosak: Araba eta Bizkaia (2003, Hiria)
- Bideko prosak: Iparraldea (2003, Hiria)
- Bideko prosak: Gipuzkoa (2002, Hiria)
- Bideko prosak: mundu zabalean (2004, Hiria)